# Victoria Rodríguez
Victoria Rodríguez (Durango, 22 april 1995) is een tennisspeelster uit Mexico. Rodríguez begon met tennis toen zij zes jaar oud was. Haar favoriete ondergrond is hardcourt. Zij speelt rechtshandig. Zij is actief in het internationale tennis sinds 2012.

## Loopbaan

### Enkelspel
Rodríguez debuteerde in 2012 op het ITF-toernooi van San Luis Potosí (Mexico), waar zij meteen de finale bereikte – zij verloor van de Estische Anett Kontaveit. In 2013 veroverde Rodríguez haar eerste titel, op het ITF-toernooi van Ciudad Victoria (Mexico), door landgenote Ana Sofía Sánchez te verslaan. Tot op heden(januari 2018) won zij zeven ITF-titels, de meest recente in 2016 in Santa Cruz (Bolivia).
In 2016 speelde Rodríguez voor het eerst op een WTA-hoofdtoernooi, op het toernooi van Acapulco. Zij verloor in de eerste ronde van Yanina Wickmayer.

### Dubbelspel
Rodríguez behaalde in het dubbelspel betere resultaten dan in het enkelspel. Zij debuteerde in 2012 op het ITF-toernooi van Mexico-Stad (Mexico), samen met landgenote Alejandra Cisneros. Later dat jaar stond zij voor het eerst in een finale, op het ITF-toernooi van Ciudad Victoria (Mexico), weer samen met Cisneros – zij verloren van het Amerikaanse duo Camila Fuentes en Blair Shankle. In 2014 veroverde Rodríguez haar eerste titel, op het ITF-toernooi van Antalya (Turkije), samen met landgenote Marcela Zacarías, door het duo Camila Fuentes en Szabina Szlavikovics te verslaan. Tot op heden(januari 2018) won zij twaalf ITF-titels, de meest recente in 2017 in Olomouc (Tsjechië).
In 2013 speelde Rodríguez voor het eerst op een WTA-hoofdtoernooi, op het toernooi van Acapulco, samen met landgenote Marcela Zacarías. Zij bereikten er de tweede ronde. Zij stond in 2017 voor het eerst in een WTA-finale, op het toernooi van Mumbai, samen met de Nederlandse Bibiane Schoofs – hier veroverde zij haar eerste titel, door het koppel Dalila Jakupović en Irina Chromatsjova te verslaan. Hierdoor steeg zij op de WTA-ranglijst naar de 122e plaats.

### Tennis in teamverband
In de periode 2014–2016 maakte Rodríguez deel uit van het Mexicaanse Fed Cup-team – zij behaalde daar een winst/verlies-balans van 5–6.

## Posities op deWTA-ranglijst
Positie per einde seizoen:
| jaar | rang enkelspel | rang dubbelspel |
| ---- | -------------- | --------------- |
| 2012 | 687            | 1046            |
| 2013 | 611            | 380             |
| 2014 | 377            | 429             |
| 2015 | 223            | 221             |
| 2016 | 375            | 339             |
| 2017 | 259            | 178             |

## Palmares
| Legenda                 |
| ----------------------- |
| Grandslamtoernooi       |
| Olympische Spelen       |
| Year-End Championships  |
| Premier Mandatory       |
| Premier Five / WTA 1000 |
| Premier / WTA 500       |
| International / WTA 250 |
| Challenger / WTA 125    |

### WTA-finaleplaatsen enkelspel
geen

### WTA-finaleplaatsen vrouwendubbelspel
| nr.              | finale     | toernooi   | ondergrond | partner         | tegenstandsters                     | score            |         |
| ---------------- | ---------- | ---------- | ---------- | --------------- | ----------------------------------- | ---------------- | ------- |
| gewonnen finales |            |            |            |                 |                                     |                  |         |
| 1.               | 2017-11-26 | WTA Mumbai | hardcourt  | Bibiane Schoofs | Dalila Jakupović Irina Chromatsjova | 7-5, 3-6, [10-7] | details |
| verloren finales |            |            |            |                 |                                     |                  |         |
| geen             |            |            |            |                 |                                     |                  |         |